# Alonso de Mendoza (métro de Madrid)
Alonso de Mendoza est une station de la ligne 12 du métro de Madrid. Elle est située sous la rue du Greco, à Getafe, dans la communauté de Madrid.

## Situation sur le réseau

Plan du réseau.

Établie en souterrain, Alonso de Mendoza est une station de passage de la ligne 12 du métro de Madrid. Elle se situe entre Getafe Central et Conservatorio dans le sens horaire de circulation. Elle dispose des deux voies de la ligne encadrées par deux quais latéraux. 

## Histoire
La station est inaugurée le 11 avril 2003, à l'occasion de la mise en service de la ligne.

## Services aux voyageurs

### Accès et accueil
La station possède deux accès, un via un édicule équipé d'escaliers mécaniques situé au niveau du no 2 de la rue du Greco et un via un ascenseur, situé au niveau du no 8 de la même rue.
Elle est équipée de guichets automatiques pour permettre l'achat des titres de transports et de portillons d'accès automatiques pour rejoindre le quai.
La station est ouverte de 6 h à 1 h 30.

Installations
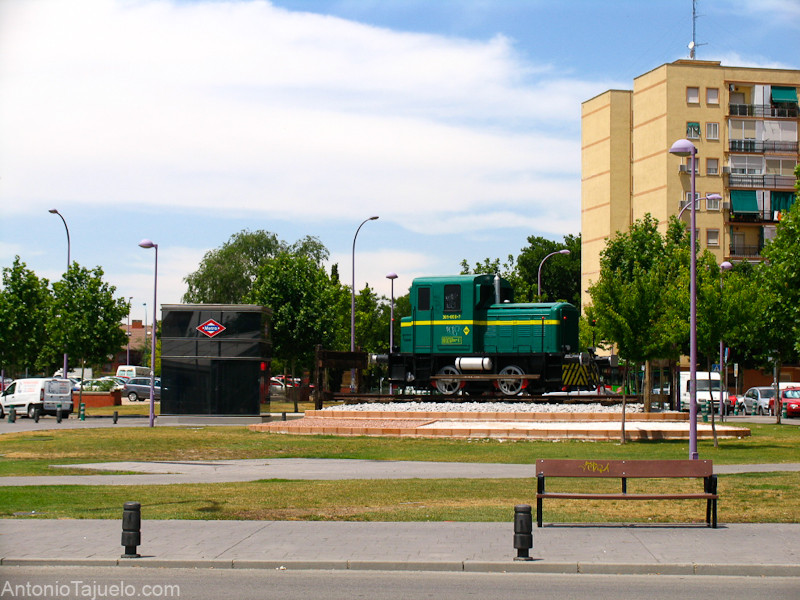

### Desserte
Alonso de Mendoza est desservie par les trains de la ligne 12 du métro de Madrid, qui forme une boucle.
Le premier train passe à 6 h 7 dans le sens horaire, au départ de Getafe Central, et à 6 h 11 dans le sens anti-horaire, au départ de Parque de los Estados. Les derniers trains passent à 2 h 3 dans le sens horaire avec un terminus à Parque de los Estados et dans le sens anti-horaire avec un terminus à Juan de la Cierva. Le dernier train qui permet de prendre la correspondance avec la ligne 10 à Puerta del Sur passe à 1 h 3,.

Installations
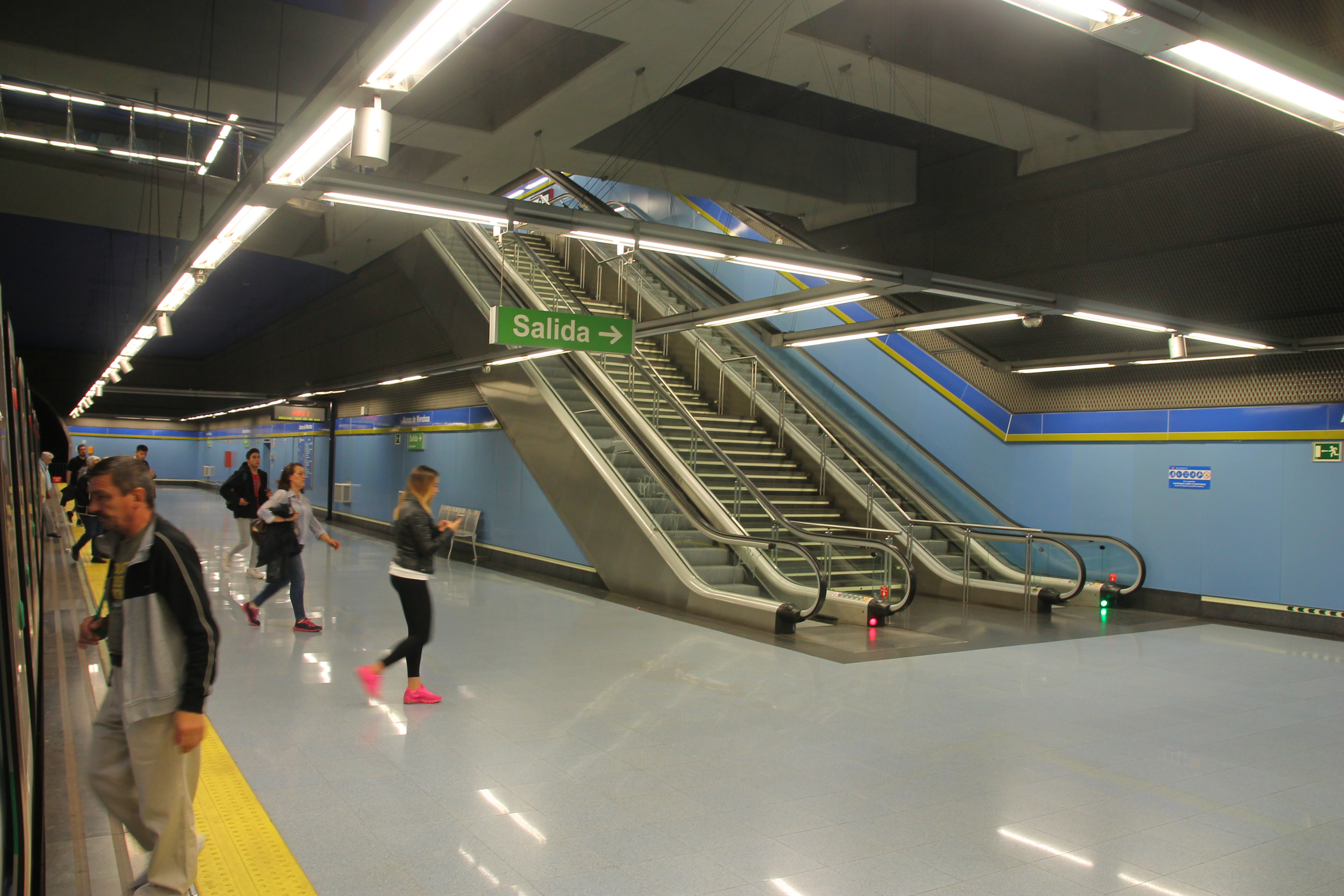
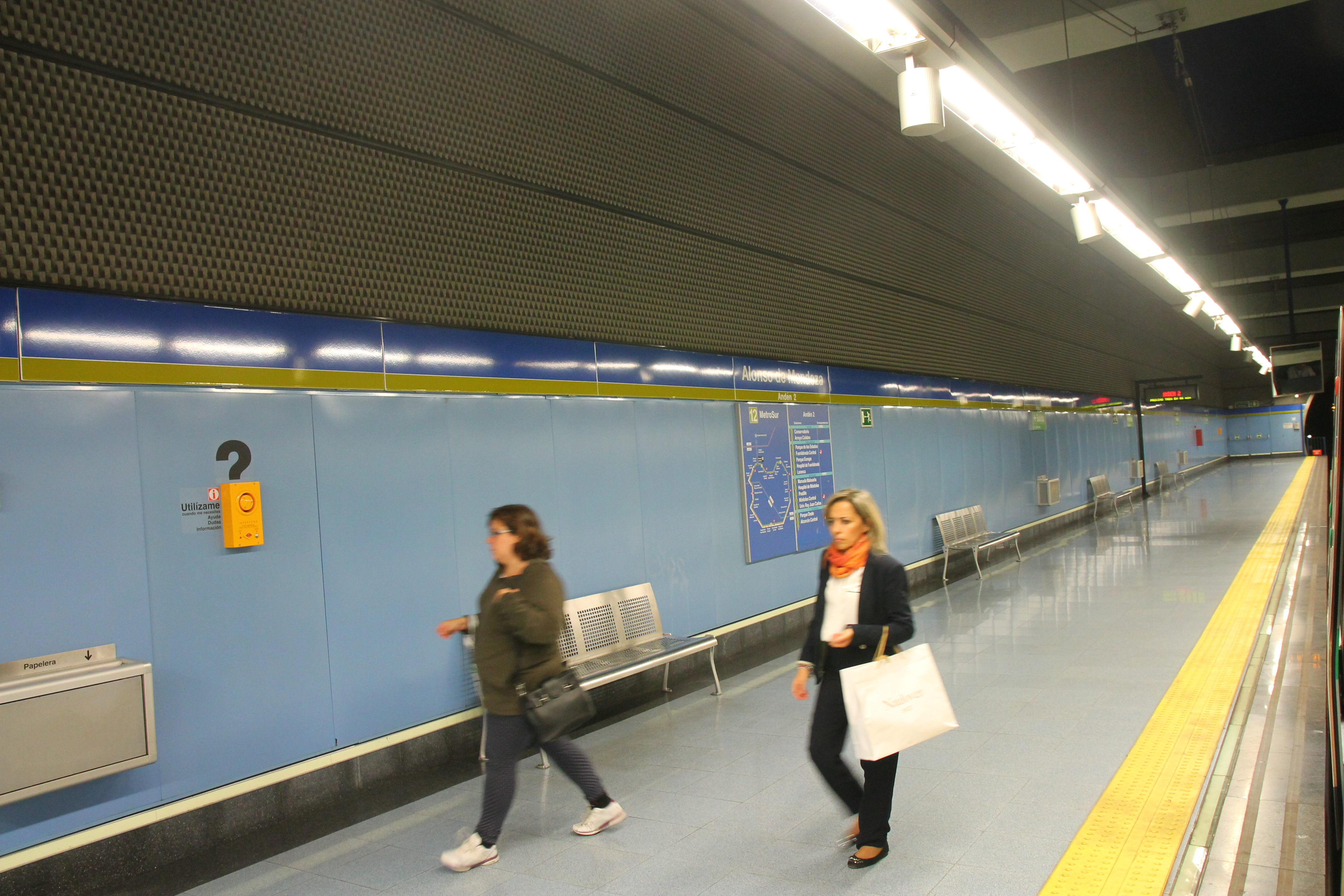

## À proximité
Alonso de Mendoza permet d'accéder au parc del Greco.